# Christiane Ziegler
Christiane Ziegler (L'Illa de Sòrga, 3 de maig del 1942) és una egiptòloga francesa, conservadora general, directora honorària del departament d'antiguitats egípcies del Museu del Louvre i directora de la publicació de la missió arqueològica del Louvre a Saqqara (Egipte). És oficial de la Legió d'Honor i comandant de l'Orde Nacional del Mèrit.

## Trajectòria
Professora d'història, va defensar una tesi doctoral a la Universitat de París sobre les col·leccions del Departament d'Antiguitats egípcies del Museu del Louvre, que ella va dirigir del 1993 al 2007. Durant el període 1994-2004, va ser directora de la Unitat d'Investigació del Louvre CNRS URA 1064, el treball de la qual se centra a Tebes.
Autora de nombrosos articles científics i llibres d'egiptologia i membre de societats científiques, ha estat guardonada amb el premi Gaston Maspero (concedit per l'Académie des inscriptions et belles-lettres). En particular, ha publicat estudis sobre les piràmides (jeroglífics, inscripcions, estàtues, relleus i pintures de les tombes), les arts del metall en l'època faraònica (bronze i plata) i una monografia dedicada a la reina Tiy, esposa d'Amenhotep III. Va treballar també en la nova edició de la Grammaire Egyptienne i de Lettres écrites d'Égypte et de Nubie de Champollion, i és autora de diversos llibres sobre història de l'Art egipci. Professora d'arqueologia d'Egipte a l'École del Louvre, Christiane Ziegler també codirigeix tesis sobre arqueologia egípcia.

### Treball de camp
Va participar des de 1980 en les excavacions que va realitzar el Louvre a Tod (Alt Egipte), i ha treballat des de fa anys a les realitzades pel Ministeri de Relacions Exteriors francès.
En 1991 va començar a col·laborar amb el Consell Suprem d'Antiguitats egipci dirigit per Zahi Hawass, i s'encarrega de les excavacions que es realitzen a Saqqara al costat de la calçada processional de la piràmide d'Unas, on, entre altres missions, va localitzar i excavar la mastaba d'Akhethetep, un noble de l'antic Egipte, sacerdot i metge. Egipte havia lliurat al Louvre la capella d'adoració el 1903, i quedà exposada al museu. Aquestes excavacions han tret a la llum no només la mastaba del dignatari, sinó també tot un sector de la necròpolis que encara no estava explorada i l'estudi de la qual està encara en curs: durant el període 2003-2007, en el sector s'han trobat intactes dues tombes que daten del primer mil·lenni aC, que contenen magnífics sarcòfags amb màscara d'or. Aquests descobriments han donat lloc a nombroses publicacions i dos llargmetratges, realitzats per Frédéric Wilner i coproduïts pel Louvre i FR3 (Le Trésor enfoui de Saqqara i Les secrets du trésor de Saqqara).

### Museística
Els seus èxits museístics són nombrosos, tant a França com a l'estranger. A Egipte, va participar en la creació del museu Imhotep a Saqqara i representa França a la comissió de la UNESCO del Museu de Núbia a Assuan i al museu de la civilització egípcia del Caire. Cada any ha organitzat i supervisat al Louvre cursos perquè aprenents, estudiants i investigadors egipcis estiguin familiaritzats amb la pràctica de l'egiptologia i la museologia en un museu occidental.
A França, Ziegler va crear els primers tallers del Louvre el 1982, i ha portat a terme la renovació del departament egipci del Louvre al Grand Louvre, que va culminar al desembre de 1997 amb una renovació de les col·leccions en espais ampliats i modernitzats. Recentment va ser nomenada membre del Consell Científic de l'Agència France-Muséums, que és responsable de la creació en 2007 del nou museu Louvre Abu Dhabi.

### Exposicions
Ha estat comissària de grans exposicions amb temes innovadors:
- Naixement de l'escriptura (Grand Palais, 1982),
- Tanis, l'or dels faraons (Paris-Grand Palais-Edimburg, 1987-1988),
- Memòries d'Egipte (París-Berlín, 1990),
- Egiptomanía (París-Ottawa-Viena, 1994-1996),
- L'art egipci en temps de les piràmides (París-Nova York-Toronto, 1999-2000),
- Faraons (Venècia-París-Madrid-Bahrain-Valenciennes, 2002-2007),
- Reines d'Egipte (juliol-setembre de 2008, Mònaco)[5]
- així com una vintena d'exposicions regionals.

### Obres publicades
Bibliografia
Entre d'altres:
- L'Egypte de Jean-François Champollion: lettres & journaux de voyage (1828-1829).  IMAGE/MAGIE, 1989.
- The Louvre: Egyptian Antiquities.  Editions Scala, 2002. ISBN 2-86656-288-7.
- The Pharaohs.  Rizzoli, 2002. ISBN 0-8478-2507-8.
- Les pyramides d'Egypte.  Hachette, 1999. ISBN 2-01-235500-5.
- Le mastaba d'Akhethetep.  Peeters Publishers, 2007. ISBN 90-429-1922-1.
- Art et archéologie : L'Egypte ancienne.  Ecole du Louvre, 2001. ISBN 2-7118-4281-9.
- L'art de l'ancien empire égyptien.  Documentation française, 1999. ISBN 2-11-004264-8.
- Ancient Egypt at the Louvre.  I. B. Tauris & Company, Limited, 1999. ISBN 1-86064-043-5.
- Tanis.  Seuil, 1987. ISBN 2-8264-0056-8.
- Le scribe accroupi.  Réunion des musées nationaux, 2002. ISBN 2-7118-4237-1.
- Des dieux, des tombeaux, un savant.  Somogy, 2004. ISBN 2-85056-727-2.
- La Musique égyptienne (Petits guides des grands musées).  Réunion des musées nationaux, 1991. ISBN 2-7118-0584-0.
- Reines d'Egypte : D'Hétephérès à Cléopâtre.  Somogy, 2008. ISBN 2-7572-0192-1.
- Der Louvre: Ägypten, Vorderer Orient, Klassische Antike.  Beck Verlag, 1997. ISBN 3-406-37750-5.

Filmografía
- Champillions Erben (1997) (TV)[6]
- Les Secrets du Nil (1997) (TV)[7]